# Little Witch Academia: Chamber of Time
A Little Witch Academia: Chamber of Time fejlesztés alatt álló akció-szerepjáték, melyet az A+ Games fejleszt és a Bandai Namco Entertainment jelentet meg. A Little Witch Academia animesorozaton alapuló játék 2017. november 30-án fog megjelenni PlayStation 4-re Japánban, míg Észak-Amerikában és Európában 2018 elején PlayStation 4 és Windows platformokra.
Az oldalra mozgó akciójátékban a játékosok többek között az anime főszereplőjét, Akko boszorkánytanoncot, illetve barátnőit, Sucyt és Lottét irányíthatják, ahogy bejárják a varázsakadémiát. Japánban egy korlátozott példányszámú kiadás is meg fog jelenni, amely a játék mellett egy hangjátékot és egy művészeti könyvet is tartalmaz.